# ボルガ・ボートマン
ボルガ・ボートマン (Volga Boatman) とは、ショートドリンクに分類される、カクテルの1種である。カクテル名は、「ボルガ川の船乗り」という意味。なお、後述の通り、ボルガとだけ言うと、別なカクテルになってしまうため、ボルガ・ボートマンのことを省略して、ボルガなどと言ってはならない。

## 標準的なレシピ
- ウォッカ
- チェリー・ブランデー
- オレンジ・ジュース

上記の材料を等量ずつ用いる。

### 作り方
ウォッカ、チェリー・ブランデー、オレンジ・ジュースをシェークして、カクテル・グラス（容量75〜90ml程度）に注げば完成である。

### 備考
- 標準的なレシピは上記の通りだが、より辛口にした別なレシピも存在する[1]。こちらは、サクランボを主要原料の1つとするリキュールであるチェリー・ブランデーの代りに、サクランボを主要原料とする蒸留酒であるキルシュワッサーを使用する。さらに割合も「ウォッカ ： キルシュワッサー ： オレンジ・ジュース ＝ 4：1：1」となる[1]。なお、材料と割合が変わるだけで、作り方は全く同じである。
- オレンジ・ジュースは、その場でオレンジを絞ったものを使用するのがベストであるが、市販のジュースを用いても良い。
- ミキシング・グラスを使って、ステアで作る場合もある。

### この節の参考文献
- 浜田 晶吾 『すぐできるカクテル505種』 有紀書房 1991年6月20日発行 ISBN 4-638-00531-4
- YYTproject 編集 『The カクテルハンドブック』 池田書店 2006年12月20日発行 ISBN 978-4-262-17231-6
- C.C.S.（Cocktail Communication Society） 編集 『ベストカクテル』 西東社 2003年5月20日発行 ISBN 4-7916-1155-1
- 伊東 正之 監修 『スタンダード・カクテル』 創元社 1989年12月10日発行 ISBN 4-422-74024-5
- YYTproject 編集 『おうちでカクテル』 池田書店 2004年10月20日発行 ISBN 4-262-12918-7
- 藤本 義一 『カクテルと洋酒百科』 金園社 1968年12月20日発行

## 類似名のカクテル
ボルガという名称のカクテルも存在する。こちらもショートドリンクであり、ウォッカもオレンジ・ジュースも用いるが、チェリー・ブランデーは使用しない。このボルガというカクテルは、ロシアのボルガ川をイメージして作られたと言われている

。

### 標準的なレシピ
- ウォッカ ： ライム・ジュース ： オレンジ・ジュース ＝ 4：1：1
- グレナデン・シロップ ＝ 2dash
- オレンジ・ビターズ ＝ 1dash

#### 作り方
ウォッカ、ライム・ジュース、オレンジ・ジュース、グレナデン・シロップ、オレンジ・ビターズをシェークして、カクテル・グラス（容量75〜90ml程度）に注げば完成である。

#### 備考
- ライム・ジュースとオレンジ・ジュースは、その場でライムとオレンジを絞ったものを使用するのがベストであるが、市販のジュースを用いても良い。
- グレナデン・シロップの使用法が異なる場合がある。まず、上記のように、グレナデン・シロップも一緒にシェークしてしまう作り方がある[3]。一方で、グレナデン・シロップだけはシェークせずに、カクテル・グラスに注いだ後、グレナデン・シロップを沈めるという作り方もある[2]。

### この節の参考文献
- 浜田 晶吾 『すぐできるカクテル505種』 有紀書房 1991年6月20日発行 ISBN 4-638-00531-4
- YYTproject 編集 『The カクテルハンドブック』 池田書店 2006年12月20日発行 ISBN 978-4-262-17231-6

## 主な参考文献
- 浜田 晶吾 『すぐできるカクテル505種』 有紀書房 1991年6月20日発行 ISBN 4-638-00531-4
- YYTproject 編集 『The カクテルハンドブック』 池田書店 2006年12月20日発行 ISBN 978-4-262-17231-6